# Еміль Бушар
Еміль Бушар (фр. Émile Bouchard, нар. 4 вересня 1919, Монреаль — пом. 14 квітня 2012, Лонгьой) — канадський хокеїст, що грав на позиції захисника.
Член Зали слави хокею з 1966 року. Володар Кубка Стенлі. Провів понад 800 матчів у Національній хокейній лізі. 
Батько хокеїста П'єра Бушара.
У 2009 році канадський уряд нагородив Еміля Бушара Орденом Канади.

## Ігрова кар'єра
Хокейну кар'єру розпочав 1937 року.
Усю професійну клубну ігрову кар'єру, що тривала 16 років, провів, захищаючи кольори команди «Монреаль Канадієнс».
Загалом провів 898 матчів у НХЛ, включаючи 113 ігор плей-оф Кубка Стенлі.

## Нагороди та досягнення
- Володар Кубка Стенлі в складі «Монреаль Канадієнс» — 1944, 1946, 1953, 1956.
- Друга команда всіх зірок НХЛ — 1944.
- Перша команда всіх зірок НХЛ — 1945, 1946, 1947.
- Учасник матчу усіх зірок НХЛ — 1947, 1948, 1950, 1951, 1952, 1953.

## Статистика
| Сезон        | Клуб                       | Ліга         | Регулярний сезон | Регулярний сезон | Регулярний сезон | Регулярний сезон | Регулярний сезон | Плей-оф | Плей-оф | Плей-оф | Плей-оф | Плей-оф |
| Сезон        | Клуб                       | Ліга         | І                | Г                | П                | О                | ШХ               | І       | Г       | П       | О       | ШХ      |
| ------------ | -------------------------- | ------------ | ---------------- | ---------------- | ---------------- | ---------------- | ---------------- | ------- | ------- | ------- | ------- | ------- |
| 1937–38      | «Верден Мейпл-Ліфс»        | MCJHL        | 2                | 0                | 0                | 0                | 2                | 7       | 2       | 1       | 3       | 10      |
| 1938–39      | «Верден Мейпл-Ліфс»        | MCJHL        | 9                | 1                | 1                | 2                | 20               | 10      | 0       | 2       | 2       | 12      |
| 1939–40      | «Верден Мейпл-Ліфс»        | MCJHL        | —                | —                | —                | —                | —                | —       | —       | —       | —       | —       |
| 1940–41      | «Монреаль Юніор Канадієнс» | КвХЛ         | 31               | 2                | 8                | 10               | 60               | —       | —       | —       | —       | —       |
| 1940–41      | «Провіденс Редс»           | АХЛ          | 12               | 3                | 1                | 4                | 8                | 3       | 0       | 1       | 1       | 8       |
| 1941–42      | «Монреаль Канадієнс»       | НХЛ          | 44               | 0                | 6                | 6                | 38               | 3       | 1       | 1       | 2       | 0       |
| 1942–43      | «Монреаль Канадієнс»       | НХЛ          | 45               | 2                | 16               | 18               | 47               | 5       | 0       | 1       | 1       | 4       |
| 1943–44      | «Монреаль Канадієнс»       | НХЛ          | 39               | 5                | 14               | 19               | 52               | 9       | 1       | 3       | 4       | 4       |
| 1944–45      | «Монреаль Канадієнс»       | НХЛ          | 50               | 11               | 23               | 34               | 34               | 6       | 3       | 4       | 7       | 4       |
| 1945–46      | «Монреаль Канадієнс»       | НХЛ          | 45               | 7                | 10               | 17               | 52               | 9       | 2       | 1       | 3       | 17      |
| 1946–47      | «Монреаль Канадієнс»       | НХЛ          | 60               | 5                | 7                | 12               | 60               | 11      | 0       | 3       | 3       | 21      |
| 1947–48      | «Монреаль Канадієнс»       | НХЛ          | 60               | 4                | 6                | 10               | 78               | —       | —       | —       | —       | —       |
| 1948–49      | «Монреаль Канадієнс»       | НХЛ          | 27               | 3                | 3                | 6                | 42               | 7       | 0       | 0       | 0       | 6       |
| 1949–50      | «Монреаль Канадієнс»       | НХЛ          | 69               | 1                | 7                | 8                | 88               | 5       | 0       | 2       | 2       | 2       |
| 1950–51      | «Монреаль Канадієнс»       | НХЛ          | 52               | 3                | 10               | 13               | 80               | 11      | 1       | 1       | 2       | 2       |
| 1951–52      | «Монреаль Канадієнс»       | НХЛ          | 60               | 3                | 9                | 12               | 45               | 11      | 0       | 2       | 2       | 14      |
| 1952–53      | «Монреаль Канадієнс»       | НХЛ          | 58               | 2                | 8                | 10               | 55               | 12      | 1       | 1       | 2       | 6       |
| 1953–54      | «Монреаль Канадієнс»       | НХЛ          | 70               | 1                | 10               | 11               | 89               | 11      | 2       | 1       | 3       | 4       |
| 1954–55      | «Монреаль Канадієнс»       | НХЛ          | 70               | 2                | 15               | 17               | 81               | 12      | 0       | 1       | 1       | 37      |
| 1955–56      | «Монреаль Канадієнс»       | НХЛ          | 36               | 0                | 0                | 0                | 22               | 1       | 0       | 0       | 0       | 0       |
| Усього в НХЛ | Усього в НХЛ               | Усього в НХЛ | 785              | 49               | 145              | 194              | 863              | 113     | 11      | 21      | 32      | 123     |